# Campionati europei di pattinaggio di velocità 2021 - Allround femminile
Il concorso allround femminile dei Campionati europei di pattinaggio di velocità 2023 si è svolto il 17 e 18 gennaio 2021 alla Thialf di Heerenveen, nei Paesi Bassi.

## Risultati

### 500 metri[1]
| Pos. | Pattinatore            | Nazione                | Tempo | Ritardo | Punti  |
| ---- | ---------------------- | ---------------------- | ----- | ------- | ------ |
| 1    | Karolina Bosiek        | Polonia (bandiera)     | 38.68 |         | 38.680 |
| 2    | Elizaveta Golubeva     | Russia (bandiera)      | 38.84 | +0.16   | 38.840 |
| 3    | Antoinette de Jong     | Paesi Bassi (bandiera) | 38.89 | +0.21   | 38.890 |
| 4    | Nikola Zdráhalová      | Rep. Ceca (bandiera)   | 39.40 | +0.72   | 39.400 |
| 5    | Ida Njåtun             | Norvegia (bandiera)    | 39.61 | +0.93   | 39.610 |
| 6    | Francesca Lollobrigida | Italia (bandiera)      | 39.64 | +0.96   | 39.640 |
| 7    | Joy Beune              | Paesi Bassi (bandiera) | 39.78 | +1.10   | 39.780 |
| 8    | Natalia Czerwonka      | Polonia (bandiera)     | 39.86 | +1.18   | 39.860 |
| 8    | Evgeniia Lalenkova     | Russia (bandiera)      | 39.86 | +1.18   | 39.860 |
| 8    | Irene Schouten         | Paesi Bassi (bandiera) | 39.86 | +1.18   | 39.860 |
| 11   | Martina Sáblíková      | Rep. Ceca (bandiera)   | 39.89 | +1.21   | 39.890 |
| 12   | Natalya Voronina       | Russia (bandiera)      | 39.91 | +1.23   | 39.910 |
| 13   | Ragne Wiklund          | Norvegia (bandiera)    | 40.00 | +1.32   | 40.000 |
| 14   | Ekaterina Sloeva       | Bielorussia (bandiera) | 40.31 | +1.63   | 40.310 |
| 15   | Linda Rossi            | Italia (bandiera)      | 40.47 | +1.79   | 40.470 |
| 16   | Mareike Thum           | Germania (bandiera)    | 40.63 | +1.95   | 40.630 |
| 17   | Sofie Karoline Haugen  | Norvegia (bandiera)    | 41.32 | +2.64   | 41.320 |
| 18   | Leia Behlau            | Germania (bandiera)    | 41.34 | +2.66   | 41.340 |
| 19   | Kristiine Kalev        | Estonia (bandiera)     | 41.89 | +3.21   | 41.890 |
| 20   | Magdalena Czyszczoń    | Polonia (bandiera)     | 42.33 | +3.65   | 42.330 |

### 3000 metri[2]
| Pos. | Pattinatore            | Nazione                | Tempo   | Ritardo | Punti  |
| ---- | ---------------------- | ---------------------- | ------- | ------- | ------ |
| 1    | Irene Schouten         | Paesi Bassi (bandiera) | 3:57.95 |         | 39.658 |
| 2    | Natalya Voronina       | Russia (bandiera)      | 3:58.62 | +0.67   | 39.770 |
| 3    | Antoinette de Jong     | Paesi Bassi (bandiera) | 4:02.19 | +4.24   | 40.365 |
| 4    | Martina Sáblíková      | Rep. Ceca (bandiera)   | 4:02.31 | +4.36   | 40.385 |
| 5    | Joy Beune              | Paesi Bassi (bandiera) | 4:03.18 | +5.23   | 40.530 |
| 6    | Ragne Wiklund          | Norvegia (bandiera)    | 4:04.38 | +6.43   | 40.730 |
| 7    | Evgeniia Lalenkova     | Russia (bandiera)      | 4:05.51 | +7.56   | 40.918 |
| 8    | Elizaveta Golubeva     | Russia (bandiera)      | 4:06.09 | +8.14   | 41.015 |
| 9    | Francesca Lollobrigida | Italia (bandiera)      | 4:07.03 | +9.08   | 41.171 |
| 10   | Sofie Karoline Haugen  | Norvegia (bandiera)    | 4:09.35 | +11.40  | 41.558 |
| 11   | Nikola Zdráhalová      | Rep. Ceca (bandiera)   | 4:10.47 | +12.52  | 41.745 |
| 12   | Ida Njåtun             | Norvegia (bandiera)    | 4:10.67 | +12.72  | 41.778 |
| 13   | Natalia Czerwonka      | Polonia (bandiera)     | 4:12.19 | +14.24  | 42.031 |
| 14   | Ekaterina Sloeva       | Bielorussia (bandiera) | 4:14.88 | +16.93  | 42.480 |
| 15   | Mareike Thum           | Germania (bandiera)    | 4:15.91 | +17.96  | 42.651 |
| 16   | Karolina Bosiek        | Polonia (bandiera)     | 4:16.51 | +18.56  | 42.751 |
| 17   | Magdalena Czyszczoń    | Polonia (bandiera)     | 4:16.72 | +18.77  | 42.786 |
| 18   | Linda Rossi            | Italia (bandiera)      | 4:16.86 | +18.91  | 42.810 |
| 19   | Leia Behlau            | Germania (bandiera)    | 4:17.00 | +19.05  | 42.833 |
| 20   | Kristiine Kalev        | Estonia (bandiera)     | 4:27.88 | +29.93  | 44.646 |

### 1500 metri[3]
| Pos. | Pattinatore            | Nazione                | Tempo   | Ritardo | Punti  |
| ---- | ---------------------- | ---------------------- | ------- | ------- | ------ |
| 1    | Antoinette de Jong     | Paesi Bassi (bandiera) | 1:54.83 |         | 38.276 |
| 2    | Evgeniia Lalenkova     | Russia (bandiera)      | 1:55.49 | +0.66   | 38.496 |
| 3    | Joy Beune              | Paesi Bassi (bandiera) | 1:55.89 | +1.06   | 38.630 |
| 4    | Martina Sáblíková      | Rep. Ceca (bandiera)   | 1:56.17 | +1.34   | 38.723 |
| 5    | Elizaveta Golubeva     | Russia (bandiera)      | 1:56.64 | +1.81   | 38.880 |
| 6    | Nikola Zdráhalová      | Rep. Ceca (bandiera)   | 1:56.87 | +2.04   | 38.956 |
| 7    | Ragne Wiklund          | Norvegia (bandiera)    | 1:56.94 | +2.10   | 38.980 |
| 8    | Irene Schouten         | Paesi Bassi (bandiera) | 1:57.00 | +2.17   | 39.000 |
| 9    | Ida Njåtun             | Norvegia (bandiera)    | 1:57.31 | +2.48   | 39.103 |
| 10   | Natalia Czerwonka      | Polonia (bandiera)     | 1:57.74 | +2.91   | 39.246 |
| 11   | Natalya Voronina       | Russia (bandiera)      | 1:58.66 | +3.83   | 39.553 |
| 12   | Francesca Lollobrigida | Italia (bandiera)      | 1:58.86 | +4.03   | 39.620 |
| 13   | Karolina Bosiek        | Polonia (bandiera)     | 1:59.04 | +4.21   | 39.680 |
| 14   | Ekaterina Sloeva       | Bielorussia (bandiera) | 2:00.53 | +5.70   | 40.176 |
| 15   | Sofie Karoline Haugen  | Norvegia (bandiera)    | 2:00.78 | +5.95   | 40.260 |
| 16   | Mareike Thum           | Germania (bandiera)    | 2:01.10 | +6.27   | 40.366 |
| 17   | Leia Behlau            | Germania (bandiera)    | 2:01.31 | +6.48   | 40.436 |
| 18   | Linda Rossi            | Italia (bandiera)      | 2:02.50 | +7.67   | 40.833 |
| 19   | Kristiine Kalev        | Estonia (bandiera)     | 2:09.74 | +14.91  | 43.246 |
| 20   | Magdalena Czyszczoń    | Polonia (bandiera)     | 2:27.28 | +32.45  | 49.093 |

### 5000 metri[4]
| Pos. | Pattinatore        | Nazione                | Tempo   | Ritardo | Punti  |
| ---- | ------------------ | ---------------------- | ------- | ------- | ------ |
| 1    | Martina Sáblíková  | Rep. Ceca (bandiera)   | 6:53.22 |         | 41.322 |
| 2    | Irene Schouten     | Paesi Bassi (bandiera) | 6:55.38 | +2.16   | 41.538 |
| 3    | Antoinette de Jong | Paesi Bassi (bandiera) | 6:57.72 | +4.50   | 41.772 |
| 4    | Natalya Voronina   | Russia (bandiera)      | 7:00.67 | +7.45   | 42.067 |
| 5    | Joy Beune          | Paesi Bassi (bandiera) | 7:06.79 | +13.57  | 42.679 |
| 6    | Ragne Wiklund      | Norvegia (bandiera)    | 7:09.04 | +15.82  | 42.904 |
| 7    | Elizaveta Golubeva | Russia (bandiera)      | 7:19.16 | +25.94  | 43.916 |
| 8    | Evgeniia Lalenkova | Russia (bandiera)      | 7:27.34 | +34.12  | 44.734 |

### Classifica finale
| Pos | Atleta                 | Naz.                   | 500 m      | 3000 m       | 1500 m       | 5000 m      | Punti   | Gap    |
| --- | ---------------------- | ---------------------- | ---------- | ------------ | ------------ | ----------- | ------- | ------ |
| 1   | Antoinette de Jong     | Paesi Bassi (bandiera) | 38.89 (3)  | 4:02.19 (3)  | 1:54.83 (1)  | 6:57.72 (3) | 159.303 |        |
| 2   | Irene Schouten         | Paesi Bassi (bandiera) | 39.86 (8)  | 3:57.95 (1)  | 1:57.00 (8)  | 6:55.38 (2) | 160.056 | +0.753 |
| 3   | Martina Sáblíková      | Rep. Ceca (bandiera)   | 39.89 (11) | 4:02.31 (4)  | 1:56.17 (4)  | 6:53.22 (1) | 160.320 | +1.017 |
| 4   | Natalya Voronina       | Russia (bandiera)      | 39.91 (12) | 3:58.62 (2)  | 1:58.66 (11) | 7:00.67 (4) | 161.300 | +1.997 |
| 5   | Joy Beune              | Paesi Bassi (bandiera) | 39.78 (7)  | 4:03.18 (5)  | 1:55.89 (3)  | 7:06.79 (5) | 161.619 | +2.316 |
| 6   | Ragne Wiklund          | Norvegia (bandiera)    | 40.00 (13) | 4:04.38 (6)  | 1:56.94 (7)  | 7:09.04 (6) | 162.614 | +3.311 |
| 7   | Elizaveta Golubeva     | Russia (bandiera)      | 38.84 (2)  | 4:06.09 (8)  | 1:56.64 (5)  | 7:19.16 (7) | 162.651 | +3.348 |
| 8   | Evgeniia Lalenkova     | Russia (bandiera)      | 39.86 (8)  | 4:05.51 (7)  | 1:55.49 (2)  | 7:27.34 (8) | 164.008 | +4.705 |
| 9   | Nikola Zdráhalová      | Rep. Ceca (bandiera)   | 39.40 (4)  | 4:10.47 (11) | 1:56.87 (6)  | N.D.        | 120.101 | N.D.   |
| 10  | Francesca Lollobrigida | Italia (bandiera)      | 39.64 (6)  | 4:07.03 (9)  | 1:58.86 (12) | N.D.        | 120.431 | N.D.   |
| 11  | Ida Njåtun             | Norvegia (bandiera)    | 39.61 (5)  | 4:10.67 (12) | 1:57.31 (9)  | N.D.        | 120.491 | N.D.   |
| 12  | Karolina Bosiek        | Polonia (bandiera)     | 38.68 (1)  | 4:16.51 (16) | 1:59.04 (13) | N.D.        | 121.111 | N.D.   |
| 13  | Natalia Czerwonka      | Polonia (bandiera)     | 39.86 (8)  | 4:12.19 (13) | 1:57.74 (10) | N.D.        | 121.137 | N.D.   |
| 14  | Ekaterina Sloeva       | Bielorussia (bandiera) | 40.31 (14) | 4:14.88 (14) | 2:00.53 (14) | N.D.        | 122.966 | N.D.   |
| 15  | Sofie Karoline Haugen  | Norvegia (bandiera)    | 41.32 (17) | 4:09.35 (10) | 2:00.78 (15) | N.D.        | 123.138 | N.D.   |
| 16  | Mareike Thum           | Germania (bandiera)    | 40.63 (16) | 4:15.91 (15) | 2:01.10 (16) | N.D.        | 123.647 | N.D.   |
| 17  | Linda Rossi            | Italia (bandiera)      | 40.47 (15) | 4:16.86 (18) | 2:02.50 (18) | N.D.        | 124.113 | N.D.   |
| 18  | Leia Behlau            | Germania (bandiera)    | 41.34 (18) | 4:17.00 (19) | 2:01.31 (17) | N.D.        | 124.609 | N.D.   |
| 19  | Kristiine Kalev        | Estonia (bandiera)     | 41.89 (19) | 4:27.88 (20) | 2:09.74 (19) | N.D.        | 129.782 | N.D.   |
| 20  | Magdalena Czyszczoń    | Polonia (bandiera)     | 42.33 (20) | 4:16.72 (17) | 2:27.28 (20) | N.D.        | 134.209 | N.D.   |